# 三谷将之
三谷 将之（みたに まさゆき、1984年8月20日 - ）は、日本の元プロボクサー。兵庫県姫路市出身。第62代日本バンタム級王者。高砂ボクシングジム所属。

## 来歴
高砂市立松陽中学校2年生の時、元姫路木下ジムトレーナー山下忠則が興した高砂ジムに通い始め、メキシコ修行を経験する。
デビュー前から、関西地区のトップボクサー相手にスパーリングで互角以上に渡り合い、「高砂に天才少年ボクサーあり」「高砂のリカルド・ロペス」と評判になる。
プロ入り後は「高砂のサラテ」と称する。ヘルマン・トーレスとの交友からメキシコ流のボクシングに造詣の深い山下会長が「KOアーチスト、カルロス・サラテのような選手になってほしい」との願いを込めて名付けた。
プロデビューからキャリア初期にかけては、姫路木下ジム所属として活動。後に正式に高砂ジム所属となった。
2007年末には貴乃花部屋に弟子入り稽古をしたことがある。

## 戦績
2002年9月29日、プロデビュー。矢野幸太（エディタウンゼント）に2回右ストレートでKO勝ち。
2002年10月27日、武田高廣（大阪帝拳）に2回左フックのカウンターでKO勝ち。
2002年11月26日、児玉卓郎（岐阜ヨコゼキ）に4回判定勝ち。デビュー3戦目で初の判定勝利。
2003年9月28日、長谷部弘康（新日本呉）に10回判定勝ち。
2004年6月28日、横浜アリーナで新保力（角海老宝石）に10回判定負け、初の黒星を喫した。
2004年10月3日、高砂市総合体育館でWBCスーパーフライ級24位ホセ・アンヘル・ベランサ（メキシコ）に10回判定勝ち。ベランサのパワーに押されての勝利。
2005年6月25日、高砂市総合体育館で大神淳二（関博之）に10回判定勝ち。この後、肩や拳の治療に専念するため、数か月休養する。
2006年2月5日、松下IMPホールでWBCバンタム級11位ハイメ・オルティス（メキシコ）に10回判定勝ち。ベランサ戦同様の苦戦。
2006年8月27日、松下IMPホールで健文トーレス（大鵬）を10回判定で下し、池原信遂（大阪帝拳）が返上し空位となっていた日本バンタム級タイトルを獲得。共にボクサーを志した少年時代からの友人、健文との宿命の対決に勝利。
2006年12月10日、高砂市総合体育館で川端賢樹（姫路木下）を10回判定で下し、初防衛成功。プロデビュー時は同ジム所属で、12歳年上の大先輩だった川端との対戦を制した。
2007年4月15日、高砂市総合体育館で寺畠章太（角海老宝石）を2回TKOに下し、2度目の防衛に成功。序盤から切れ味鋭いスリーパンチコンビネーションで寺畠を圧倒。2回に2度のダウンを奪ってTKO勝ち。
2007年8月12日、OPBFバンタム級チャンピオン、ロリー松下（カシミ）に高砂市総合体育館で挑戦、12回TKO負けで王座奪取ならず。
2007年11月23日、神戸ファッションマートで菊井徹平（花形）に10回判定勝ち、3度目の防衛に成功。
2008年2月24日、名古屋国際会議場で大場浩平（大一スペースK）に判定で破れ、王座陥落。
2008年7月6日、サバイバルマッチを池原信遂と行い6回負傷判定で3-0で下す。
2008年12月、上記試合後に右目網膜剥離が発覚し手術を行ったが、再発のおそれがあるとして引退を表明。WBA世界バンタム級王者アンセルモ・モレノ（パナマ）は、2009年1月3日頃に三谷と対戦することを希望していたが、12月25日、日本ボクシングコミッションランキング委員会で現役引退が報告された。
2009年4月18日、高砂市総合体育館における高砂ヤマシタプロモーション主催興行で引退式を行った。引退後は高砂ジムのトレーナーも務めている。
2013年7月27日、兵庫県警高砂署はボクシングジムに所属する男性（２４）の頭を殴り、けがをさせ、包丁で脅したなどとして、傷害と暴力行為法違反の疑いで、元日本バンタム級王者三谷将之容疑者（２８）ら男３人を逮捕した。高砂署によると、男性がボクシングを辞めると言い出し、無理やり引き留めようとしたという。三谷容疑者は０６年に日本バンタム級王座を獲得し、０８年に引退した。逮捕されたのは他に「高砂ボクシングジム」会長の山下忠則容疑者（４７）ら。３人の逮捕容疑は２２日未明、高砂市梅井の県営住宅や山下容疑者の自宅で、男性を素手で殴りけがをさせ、包丁で脅したりした疑い。

## 獲得タイトル
- 第62代日本バンタム級王座（防衛3）